# 宮本一三
宮本 一三（みやもと いちぞう、1931年9月7日 - 2016年8月17日）は、日本の政治家。大蔵省大臣官房（現財務省大臣官房）審議官等を経て退官後、自由民主党所属衆議院議員となり、金融再生総括政務次官や、文部科学副大臣を務めた。

## プロフィール
兵庫県三原郡西淡町（現在の南あわじ市）出身。兵庫県立洲本高等学校卒業、1955年 一橋大学経済学部卒業。大学卒業後、大蔵省に入省。ふり出しは為替局。
1960年ハーバード大学大学院に留学、1962年にハーバード大学で経済学博士（Ph.D. in Economics）の学位を取得。博士論文は"The Role of Tied Aid in Indonesian Economic Developmentz"。1962年 大阪国税局桜井税務署長。
1966年から1973年まで国際通貨基金(IMF)のワシントンDC本部に出向し、対日経済審査、東南アジア経済分析などを担当。1966年にはIMFからインドネシア政府に派遣され経済顧問を務める。
1974年 国税庁直税部法人税課長、1979年 大蔵省国際金融局総務課長、1980年 大蔵省大臣官房審議官（大臣官房担当）、1981年 名古屋国税局長。
1993年7月18日の第40回衆議院議員総選挙で、新生党公認で兵庫2区から出馬し初当選を果たした。その後、小選挙区制で行われた1996年の第41回衆議院議員総選挙では新進党公認で兵庫9区から出馬し原健三郎らを破って再選（原は比例復活で再選、宮本自身も新進党では唯一近畿ブロックで重複立候補していた）。その後自由民主党に移籍し宏池会入会。1999年 自由民主党政務調査会財政部会長。2000年の第42回衆議院議員総選挙でも原の秘書だった無所属新人西村康稔らを破って当選し3期連続当選を果たし、金融再生総括政務次官に就任。2002年 衆議院予算委員会理事及び自由民主党兵庫県支部連合会会長に就任。2003年9月20日、文部科学副大臣に就任。直後の第43回衆議院議員総選挙では無所属の西村に敗れ比例復活もならず落選した。その後2004年の第20回参議院議員通常選挙に兵庫県選挙区から無所属で出馬したが落選。2005年の第44回衆議院議員総選挙では、鞍替えした新党日本公認で出馬するが、自民の西村に再び敗れ落選。2007年の第21回参議院議員通常選挙に国民新党公認で比例区から出馬したが落選。2009年の第45回衆議院議員総選挙では国民新党公認で出馬したが、自民の西村に三度敗れ落選。2010年の第22回参議院議員通常選挙に国民新党公認で比例区から出馬したが落選。
その後、東北福祉大学特任教授、日本国際通商支援協同組合代表理事、NPO法人日本文字文化機構副理事長、三田メガソーラー株式会社代表取締役などを務めた。2016年、死去。84歳没。

## 政策
- 選択的夫婦別姓制度導入に反対[12]。

## 不祥事

### 国税当局への圧力問題
1996年、名古屋国税局が所得税法違反（脱税）容疑で強制調査（査察）していた宮本の知人の元会社役員の脱税事件について、当時の同局査察部長に調査内容を問い合わせ、刑事処分に手心を加えるよう圧力の電話をかけていたことが発覚した。

## 選挙歴
| 当落 | 選挙                     | 執行日         | 年齢 | 選挙区    | 政党       | 得票数     | 得票率 | 定数 | 得票順位 /候補者数 | 政党内比例順位 /政党当選者数 |
| ---- | ------------------------ | -------------- | ---- | --------- | ---------- | ---------- | ------ | ---- | ------------------ | ---------------------------- |
| 落   | 第37回衆議院議員総選挙   | 1983年12月18日 | 52   | 旧兵庫2区 | 無所属     | 3万4194票  | 4.35%  | 5    | 10/10              | /                            |
| 落   | 第38回衆議院議員総選挙   | 1986年07月06日 | 54   | 旧兵庫2区 | 無所属     | 6万6423票  | 8.23%  | 5    | 7/8                | /                            |
| 落   | 第39回衆議院議員総選挙   | 1990年02月18日 | 58   | 旧兵庫2区 | 無所属     | 7万9378票  | 8.73%  | 5    | 7/10               | /                            |
| 当   | 第40回衆議院議員総選挙   | 1993年07月18日 | 61   | 旧兵庫2区 | 新生党     | 13万2460票 | 14.68% | 5    | 3/7                | /                            |
| 当   | 第41回衆議院議員総選挙   | 1996年10月20日 | 65   | 兵庫9区   | 新進党     | 7万5274票  | 38.41% | 1    | 1/4                | /                            |
| 当   | 第42回衆議院議員総選挙   | 2000年06月25日 | 68   | 兵庫9区   | 自由民主党 | 7万119票   | 33.25% | 1    | 1/5                | /                            |
| 落   | 第43回衆議院議員総選挙   | 2003年11月09日 | 72   | 兵庫9区   | 自由民主党 | 6万5374票  | 30.82% | 1    | 2/4                | /                            |
| 落   | 第20回参議院議員通常選挙 | 2004年07月11日 | 72   | 兵庫県    | 無所属     | 11万1583票 | 4.73%  | 2    | 5/6                | /                            |
| 落   | 第44回衆議院議員総選挙   | 2005年09月11日 | 74   | 兵庫9区   | 新党日本   | 2万1647票  | 9.23%  | 1    | 3/4                | /                            |
| 落   | 第21回参議院議員通常選挙 | 2007年07月29日 | 75   | 比例区    | 国民新党   |            |        | 48   | /                  | /                            |
| 落   | 第45回衆議院議員総選挙   | 2009年08月30日 | 77   | 兵庫9区   | 国民新党   | 7万6991票  | 34.03% | 1    | 2/3                | /                            |
| 落   | 第22回参議院議員通常選挙 | 2010年07月11日 | 78   | 比例区    | 国民新党   |            |        | 48   | /                  | /                            |